# Pierre Dubois (autor)

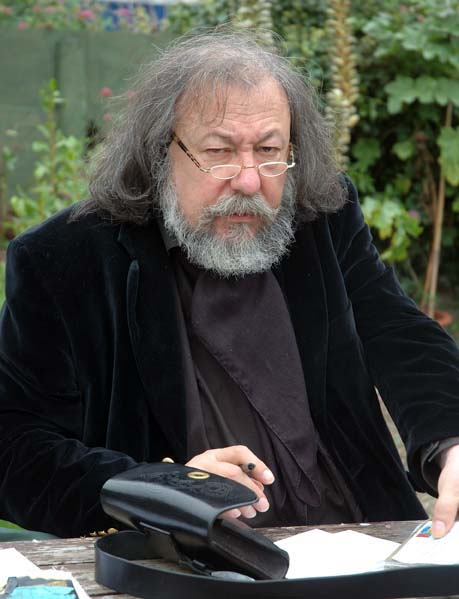
Pierre Dubois, 2006.

Pierre Dubois (Charleville-Mézières, 19 de julio de 1945) es un autor, guionista de cómics, escritor, cuentacuentos y conferenciante francés que ha originado un renovado interés por las criaturas conocidas popularmente como 'gente pequeña' (elfos, troles, hadas, gnomos, etc).
Apasionado desde muy temprano por la magia y los cuentos, él se convierte en ilustrador después de unos cortos estudios en bellas artes, donde posteriormente reúne  las leyendas locales que recoge en sus crónicas de radio y televisión durante más de treinta años, lo que lanza su carrera y hace su pasión pública. Es el inventor de la elficología, “estudio de la gente pequeña”, como un equivalente al estudio de los espíritus de la naturaleza tales como elfos, hadas, troles, enanos, etc. Su primer álbum de cómic en el que él es el guionista es publicado en 1986. Después ha sacado uno cada año y continúa interviniendo regularmente en televisión y dando conferencias, siempre dentro de la temática de los cuentos, los sueños y las leyendas ligadas a la gente pequeña, que se han convertido en sus especialidades.
Es en gran parte gracias a sus enciclopedias de hadas, de duendes y de elfos, resultado de una veintena de años de búsquedas y publicadas en los años 1990, por lo que Pierre Dubois gana reconocimiento internacional de especialista francés por todo lo relacionado con las hadas y seres similares. Sus enciclopedias son vendidas por millares de ejemplares y son las primeras obras de esta temática aparecidas en Francia. Las obras de Pierre Dubois también están basadas en libros de arte, novelas, cuentos para adultos y niños, marcadas por una gran erudición y humor omnipresente. Pierre Dubois también se convierte en una fuente de inspiración para otros autores e ilustradores que recogen la idea de la elficología.

## Biografía
Lo esencial de la carrera de Pierre Dubois quizás se resume por su trabajo de “elficólogo” que él mismo inventó, buscando y escribiendo todo lo que él ha podido sobre el tema de la gente pequeña y las leyendas en general. Es un buen conocedor de un gran número de otros temas, como los refranes, fiestas y tradiciones populares, películas, literatura fantástica y de capas y espadas.
Un “metomentodo” en el oficio de la radio, la televisión y el cine, también dentro del medio literario del cómic. En sus discursos, sus conferencias y sus entrevistas, evoca regularmente las anécdotas de su infancia y el encuentro con “el espíritu del lugar”.

## La Elficología
Pierre Dubois se presenta como un elficólogo, un especialista de los seres mágicos de la naturaleza, conocidos comúnmente como gente pequeña, donde aborda desde una perspectiva rigurosa y seria las diversas facetas del mundo de las hadas y seres similares. Ha contribuido a un renovado interés por los seres mágicos en Francia, hasta el punto de ser citado como el origen de este interés. La moda de la magia (y de la fantasía en general) es un fenómeno reciente que ha continuado con la publicación de sus grandes enciclopedias. Si la magia es muy popular en 2010, en la época en la que  Pierre Dubois lo abordó por primera vez  con los editores, no interesaba a nadie lo que hizo que tuviera numerosas dificultades para aceptasen sus trabajos.  Se define ante todo como elficólogo por encima de otro trabajo, y utiliza todos los medios a sus disposición (televisión, cómic, radio…) para difundir el “mensaje de la magia” para promover que los niños tengan una infancia saludable alejados de la alta tecnologización que hoy en día se vive, vela a través de estos juegos por una infancia tradicional. 

## Historia del neologismo
La elficología fue en origen una broma de Pierre Dubois hecha en una entrevista, probablemente con Bernard Pivot.  Reconoció más tarde haber inventado este término que suena como una ciencia en 1967, en los que comenzó sus investigaciones sobre la gente pequeña, buen número de personas le tomaban por “un graciosillo que levantaba helechos en busca de duendecillos”. Cansado de responder “que buscaba las huellas de elfos y de duendes” o “escritor” cuando se le preguntaba por su profesión. No existe equivalente francés para la palabra inglesa “hadas” de ahí la palabra elficología. Los periodistas lo toman en consideración y Pierre Dubois recibe cartas por parte de niños y adolescentes que le preguntan cómo convertirse en elficólogos, lo que siempre le ha divertido mucho. Este neologismo que él califica como “ecología del alma” se convierte poco a poco en un término serio, describiendo el estudio de la gente pequeña, la palabra pasó a la cultura popular y fue recogida por otras obra de ficción que le siguieron.

## Revueltas
Pierre Dubois declara que los espíritus de la naturaleza como duendes, hadas, farfadets, etc. Representan los rebeldes que dicen "no" al orden establecido y los que tienen un cariz subversivo frente a un mundo postindustrial hostil para con estas criaturas. Continúa diciendo que son una herencia directa de las revueltas de Mayo del 68. Representan el espíritu ácrata, salvaje, revoltoso, indómito y obstinado del Mundo Élfico. 

## Importancia de la imaginación
Pierre Dubois, expone que «no hay nada más fuerte que el poder de la imaginación », evoca frecuentemente los cuentos que los padres les leen a los niños, el dibujo, el teatro o actividades infantiles que permiten la expresión de la imaginación, siente que todo esto cese brutalmente hacia los seis o siete años, a la edad de la razón, donde estas actividades son calificadas de inútiles. La negación de la parte emocional e imaginativa según él es muy grave, cita el ejemplo de padres que dibujan a sus propios hijos como ellos lo hacían a la edad de seis o siete años diciendo que« si el trazo no ha evolucionado, la imaginación tampoco ». Se rebela contra la literatura infantil que es educativa y realista.

## Pensamiento ecologista
Pierre Dubois trata a menudo la necesidad de reaprender a escuchar y a respetar la naturaleza, principalmente porque considera que solo el contacto con la naturaleza fomenta la imaginación. En los cuentos y las leyendas, las hadas dan consejos prohibiéndoles a los hombres colonizar las orillas de los ríos, cortar ciertos árboles o de instalarse sobre su propio territorio, de no ser así, ellas se vengan provocando catástrofes naturales. Cita las inundaciones La Faute-sur-Mer y de la plaine de l'Aude como venganzas feéricas, diciendo que “si tú dañas a la naturaleza, ella te dañará en respuesta” . Cita frecuentemente a uno de sus amigos, el naturalista François Terrason.